# Leon Wałęga

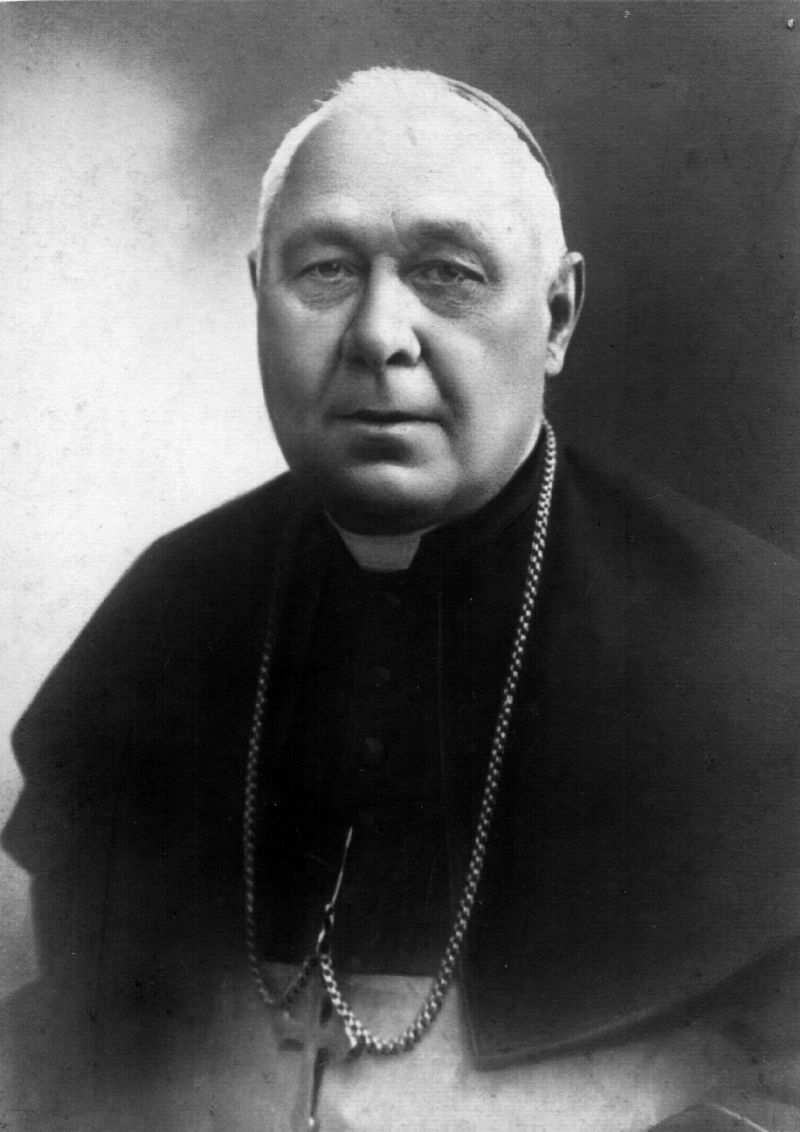
Leon Wałęga (1859–1933) Bischof von Tarnów 1901–1932

Leon Wałęga (* 25. März 1859 in Moszczenica, Galizien; † 22. April 1933 in Tuchów, Polen) war ein polnischer Geistlicher und römisch-katholischer Bischof von Tarnów.

## Leben
Nach dem Abitur begann er 1878 ein Studium der Theologie in Lemberg. Nach Erhalt der niederen Weihen 1881 schickte ihn Erzbischof Franciszek Ksawery Wierzchleyski zu weiteren Studien an die Gregoriana in Rom. Dort empfing er am 24. März 1883 die Priesterweihe. Am 9. Juli 1884 promovierte er zum Doktor der Theologie.
Zunächst Präfekt, dann stellvertretender Rektor des Priesterseminars in Lemberg war er auch am Metropolitangericht als Notar tätig, er lehrte Theologie und Philosophie.
Am 15. April 1901 ernannte ihn Papst Leo XIII. zum Bischof von Tarnów. Die Bischofsweihe spendete ihm der Bischof von Krakau, Kardinal Jan Puzyna de Kosielsko, am 12. Mai 1901; Mitkonsekratoren waren Józef Bilczewski, der Erzbischof von Lemberg und Joseph Weber, Weihbischof in Lemberg. Sein besonderes Anliegen war die Priesterausbildung und die Seelsorge in seinem Bistum.
Am 4. Mai 1932 musste er aus gesundheitlichen Gründen resignieren. Papst Pius XI. ernannte ihn zum Titularbischof von Tlos und ein Jahr später zum Titularerzbischof von Oxyrynchus.
Leon Wałęga zog sich am 15. März 1933 in das Redemptoristenkloster in Tuchów zurück, er starb wenig später und wurde dort beigesetzt.

## Auszeichnungen
- 1930 Komturkreuz mit Stern des Ordens Polonia Restituta